# ترانزیستور ۲ان۳۹۰۶
ترانزیستور ۲n۳۹۰۶ یک نوع ترانزیستور پیوندی دوقطبی است که به طور گسترده در تقویت توان پایین استفاده می‌شود.

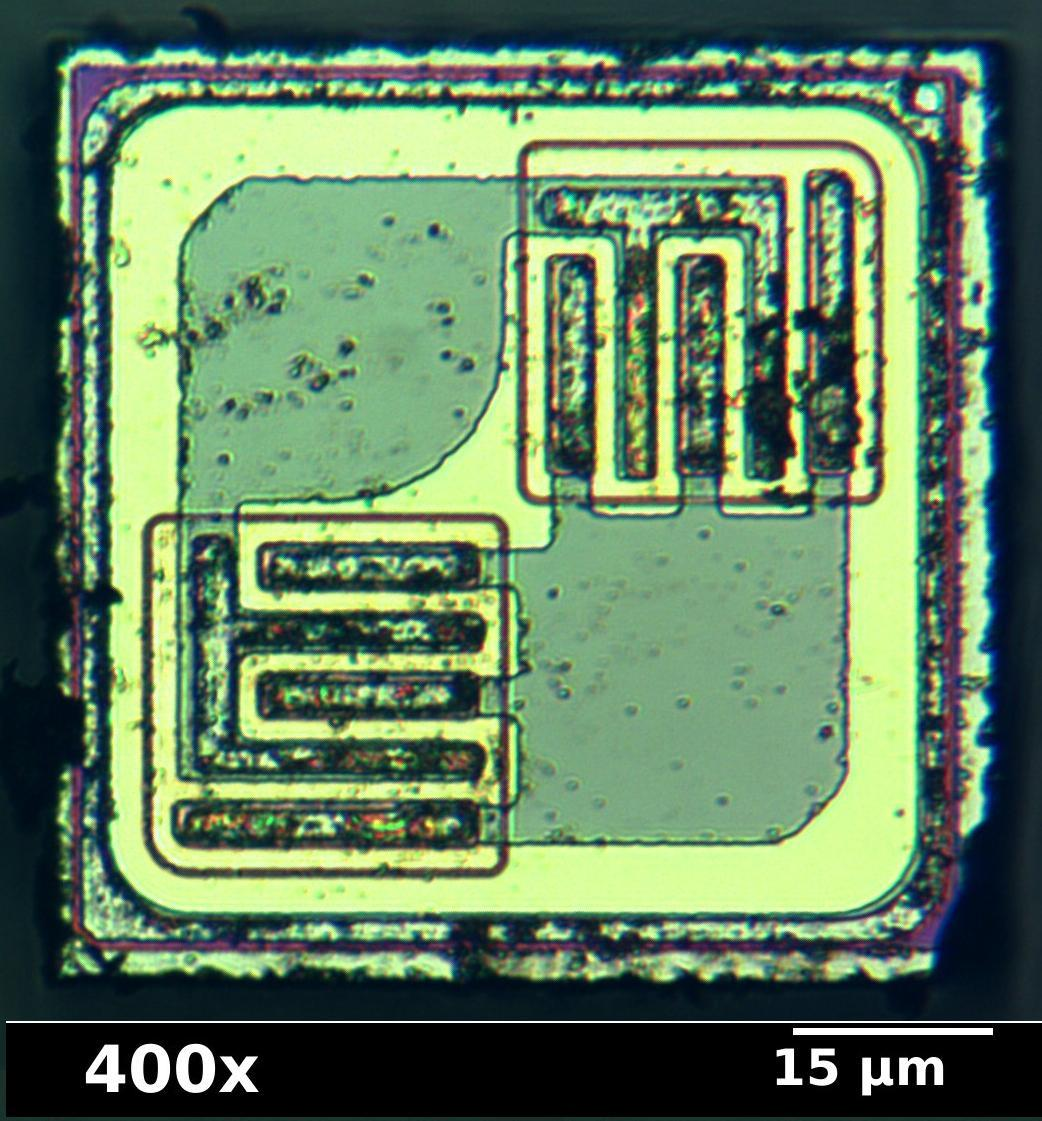
Photomicrograph of the transistor "chip" inside a 2N3906 transistor package, showing the conductive metal layers used to connect the semiconductor junctions to the package leads. The upper-left and lower-right quadrants are bonding pad areas where wires for two of the terminals will attach, and the other two quadrants have the actual transistor structures, in a bulk region that is contacted at the back side of the chip to the third terminal.

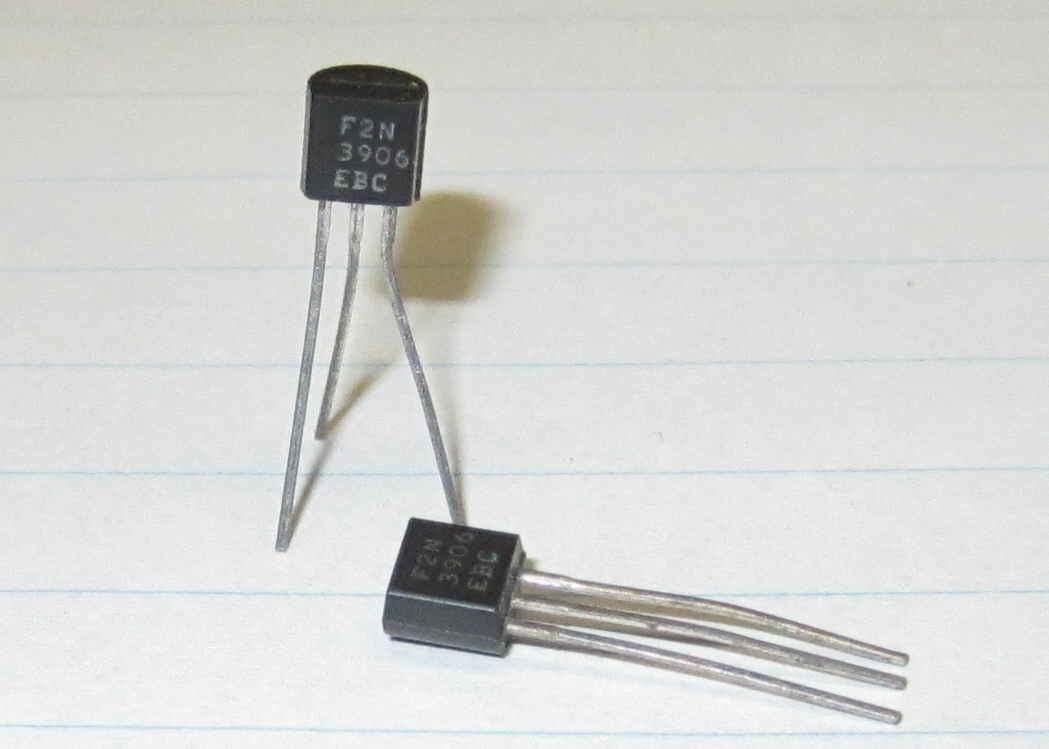
Just another little black plastic package - but inside is the shiny chip seen above. These are stamped with the E, B, and C lead identification.